# Agitation Free
Agitation Free (ou Agitation) foi uma banda alemã de rock progressivo e krautrock formada em 1967 por Michael "Fame" Günther (baixo), Lutz "Lüül" Ulbrich (guitarra), Lutz "Ludwig" Kramer (guitarra) e Christoph Franke (bateria). Eram inicialmente chamados Agitation, um nome escolhido ao acaso no dicionário.
Após perder o guitarrista Axel Genrich para a banda Guru Guru em 1970 e o baterista Christopher Franke para o Tangerine Dream no ano seguinte, a banda recrutou Jörg "Joshi" Schwenke (guitarra), Burghard Rausch (bateria) e Michael Hoenig (teclado). Lançaram seu álbum de estréia Malesch em 1972 pela gravadora Music Factory. O álbum foi inspirado por sua turnê pelo Egito, Grécia e Chipre.
Um segundo álbum foi lançado em 1973, mas a banda acabou em 1974. Reuniram-se em 1998 e lançaram River of Return em 1999.

## Discografia
- Malesch (1972)
- 2nd (1973)
- Last (1976)
- Fragments CD-ROM (1995)
- Fragments (1996)
- At the Cliffs of River Rhine (1998, gravado em 1974)
- The other sides of Agitation Free (1999, gravado em 1974–1975)
- River Of Return (1999, reunião)